# Algemene verkiezingen in Liberia (december 1871)

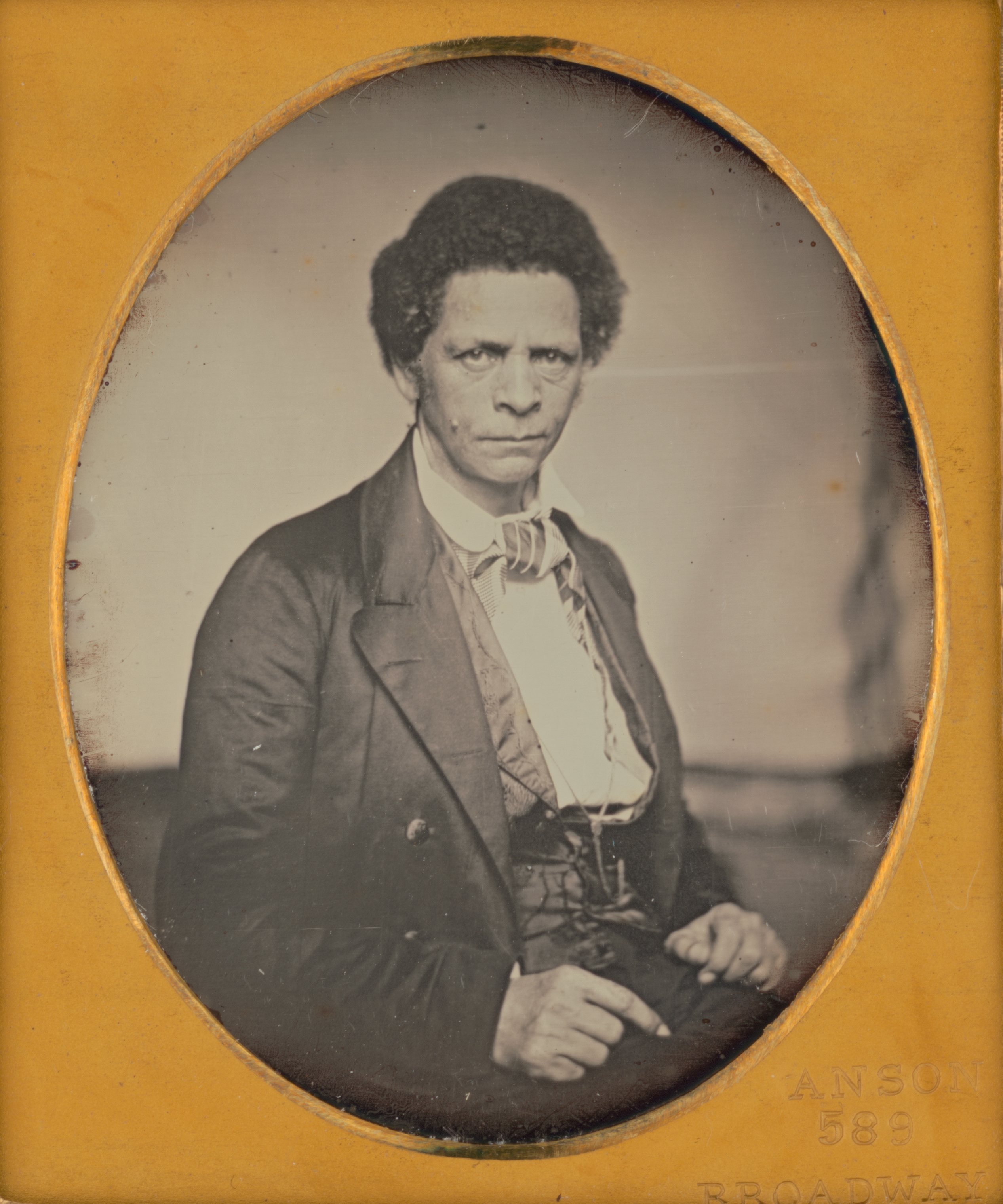
President Joseph Jenkins Roberts.

De algemene verkiezingen in Liberia van 1871 vonden in december van dat jaar plaats. Het waren de eerste verkiezingen na de afzetting van president Edward James Roye in oktober 1871. Joseph Jenkins Roberts van de Republican Party werd door een gezamenlijke zitting van het Huis van Afgevaardigden en de Senaat gekozen (en dus niet, zoals gebruikelijk in Liberia via algemeen kiesrecht); er was geen tegenkandidaat. Roberts was tussen 1848 en 1856 al eerder president van Liberia geweest - hij was zelfs de eerste president van het land sinds de onafhankelijkheid in 1847.

## Uitslag presidentsverkiezingen
Joseph Jenkins Roberts:
Tegen: —